# Patrik Pettersen
Patrik Pettersen, född 3 januari 1991, är en svensk fotbollsspelare.

## Karriär
Pettersens moderklubb är Lira BK. Han spelade 52 matcher och gjorde 15 mål för Notvikens IK i Division 3 mellan 2009 och 2011. I mars 2011 värvades Pettersen av IFK Luleå. Han spelade för klubben mellan 2011 och 2016.
I januari 2017 värvades Pettersen av Norrby IF. Pettersen gjorde sin Superettan-debut den 2 april 2017 i en 0–0-match mot Gais, där han blev inbytt i den 76:e minuten mot Kardo Aso.
I augusti 2018 gick Pettersen till Team TG. Inför säsongen 2019 återvände han till IFK Luleå. I januari 2021 förlängde Pettersen sitt kontrakt i klubben med två år.
Säsongen 2024 spelade han en match för division 5-klubben Bergnäsets AIK 4.